# آراتا کاساگی
آراتا کاساگی (ژاپنی: 笠木 新؛ زادهٔ ۱۱ ژوئن ۱۹۸۰) یک بازیکن فوتبال اهل ژاپن است.
از باشگاه‌هایی که در آن بازی کرده‌است می‌توان به باشگاه فوتبال توکیو اشاره کرد.